# La Cigale

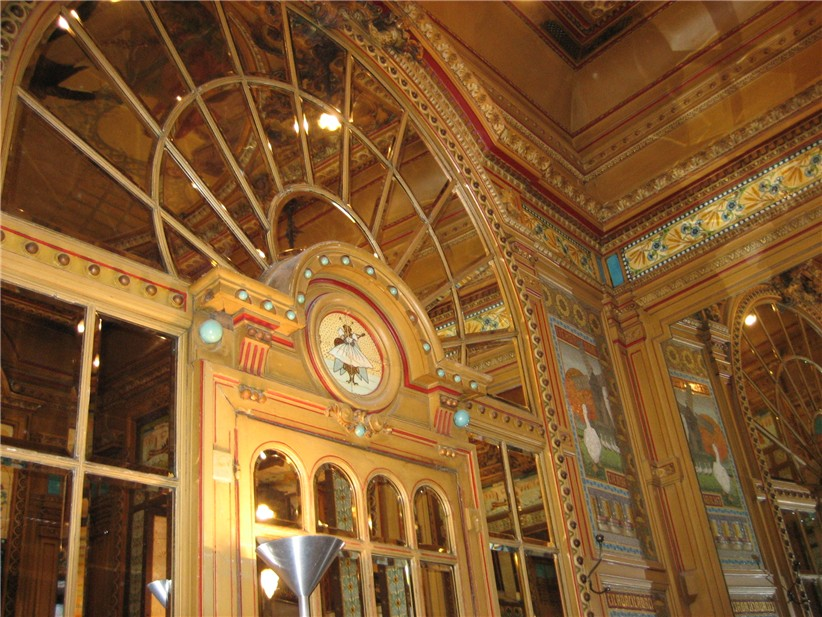
Das Innere des Lokals

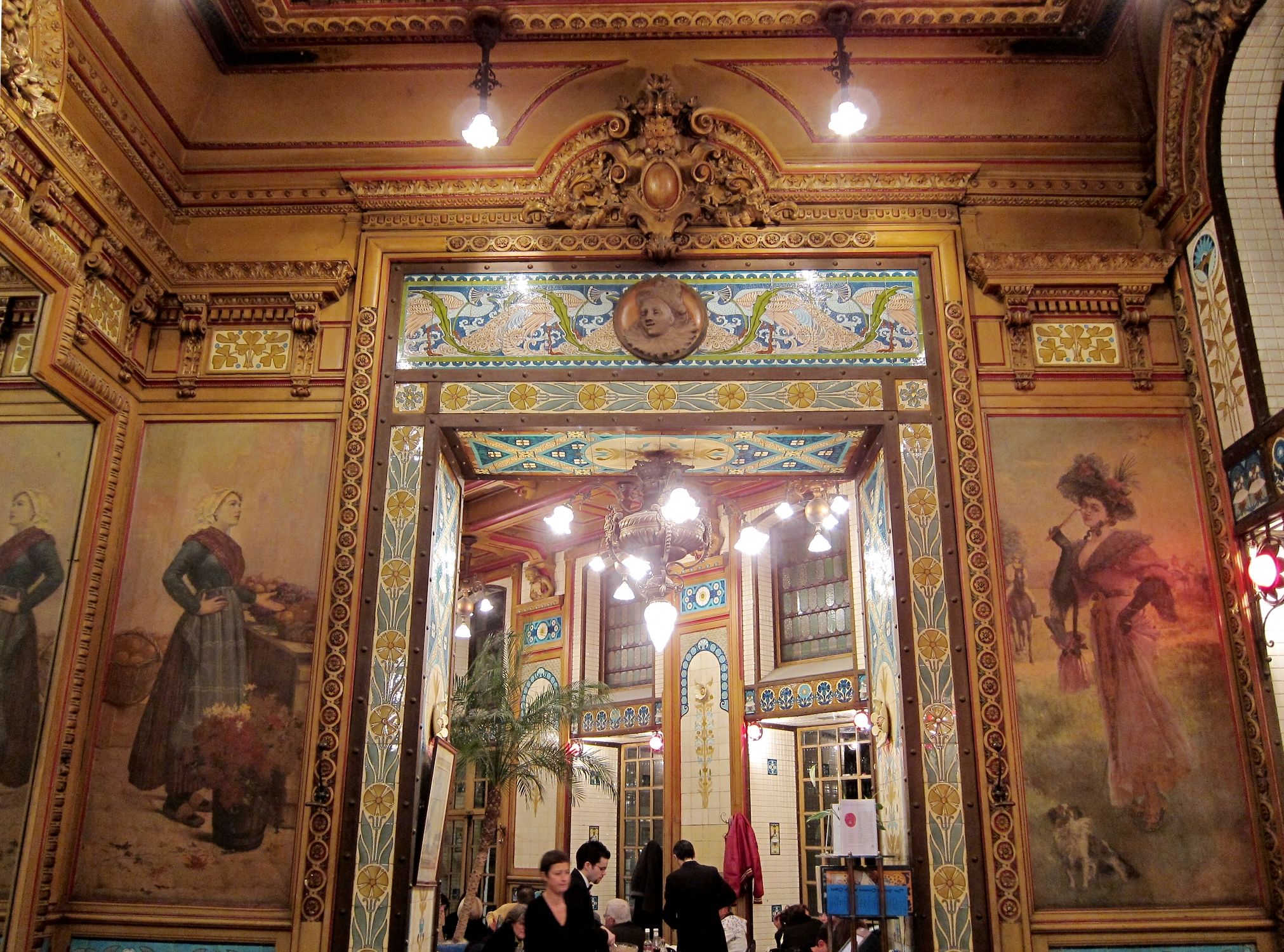
Dekoration

Die Brasserie La Cigale (frz. Grille) ist ein unter Denkmalschutz stehendes Restaurant in Nantes.
Das vom Architekten und Keramiker Émile Libaudière gestaltete und am 1. April 1895 eröffnete Lokal befindet sich an der Place Graslin gegenüber dem gleichnamigen Theater. Es ist seit dem 12. Oktober 1964 als Monument historique geschützt. Sein üppiges Dekor ist dem Historismus im Übergang zum Jugendstil zuzuordnen.
Das bürgerliche Esslokal zog wegen seiner Nähe zum Théâtre Graslin stets auch Künstler an. Zu seinen Stammgästen gehörten Jacques Prévert und André Breton. Jacques Demy drehte dort 1961 einige Szenen seines Films Lola. Agnès Varda drehte dort 1991 Szenen für den Film Jacquot.
Das Lokal wurde 1964 zum Selbstbedienungsrestaurant und war in den 1970er Jahren von der Schließung bedroht, wurde aber 1982 als Brasserie wieder eröffnet.